# Berlingen (België)
Berlingen is een dorp in de Belgische provincie Limburg en een deelgemeente van Wellen, het was een zelfstandige gemeente tot aan de gemeentelijke herindeling van 1977.
Berlingen ligt in het zuidwesten van de gemeente Wellen nabij de gemeentegrens met Borgloon. In het zuidoosten wordt deze grens gevormd door de Herk, een zijrivier van de Demer die in noordoostelijke richting langs de dorpskom stroomt.
Het dorp is gelegen op de hellingen van een kleine heuvel nabij de oever van de Herk waardoor de historische bebouwing werd beïnvloed door het reliëf. In tegenstelling tot de meeste Haspengouwse dorpskernen, die worden gekenmerkt door concentrische bebouwing, bevindt de bebouwing in Berlingen zich langs een centrale as die parallel loopt met de hoogtelijnen. Door lintbebouwing langs de N777 is de oude kern uitgebreid in noordwestelijke richting. 
Ongeveer een kilometer ten noordwesten van de dorpskom bevindt zich het gehucht Oetersloven.

## Etymologie
De oudste vermelding van Berlingen dateert uit 1079. De plaats werd toen aangeduid als Berlenges.
Etymologisch gezien is de naam van het gehucht van Germaanse oorsprong. De naam zou een verwijzing kunnen zijn naar het woord Bergelingen dat kan geïnterpreteerd worden als een 'groep mensen die zich bij gevaar terugtrekt op een heuvel'. Een andere benadering verklaart de dorpsnaam als Berelengium dat 'de lieden van Berenlin of Berilo' zou betekenen.

## Geschiedenis
In de omgeving van Berlingen werden bij opgravingen werktuigen gevonden die dateren uit de prehistorie. In de Romeinse tijd lag het tracé van de heirbaan die Tongeren verbond met Toxandrië in de buurt van Berlingen. Bij verdere opgravingen rond het dorp werd een genivelleerde tumulus uit de eerste eeuw opgegraven. Voorts werden ook tal van voorwerpen gevonden die wijzen op Romeinse bebouwing.
Doorheen de vroege middeleeuwen was Berlingen een persoonlijk bezit van de graven van Loon. Bijgevolg werd er Loons recht gesproken. Tijdens het ancien régime werd door de plaatselijke schepenbank recht gesproken in een gebied dat naast Berlingen ook grote delen van het naburige Hoepertingen omvatte. Ook op kerkelijk vlak strekte de parochie van Berlingen zich uit over delen van Hoepertingen. 
Later kwam de heerlijkheid Berlingen in handen van de prins-bisschoppen van Luik. In de achttiende eeuw zou de heerlijkheid in het bezit komen van verschillende adellijke families.
In 1466 kwam het nabij Berlingen tot een gewapende confrontatie tussen Luikse en Bourgondische troepen tijdens de Luikse Oorlogen.
Nadat de streek in 1795 door Frankrijk werd geannexeerd, wordt Berlingen een onafhankelijke gemeente. Bij de fusie van Belgische gemeenten in 1977 wordt Berlingen aangehecht bij Wellen.

## Demografische ontwikkeling
- Bronnen:NIS, Opm:1831 tot en met 1970=volkstellingen; 1976 = inwoneraantal op 31 december

## Bezienswaardigheden
- De Sint-Agathakerk met een gotisch koor uit het begin van de 14e eeuw. De kerk ligt op een opgehoogde heuvel en heeft een ommuurd kerkhof. Tussen 1851 en 1865 werd de kerk helemaal herbouwd waarbij een neogotisch schip en een neoclassicistische toren werden aangebouwd aan het gerestaureerde koor. Tussen 1980 en 1984 werd de Sint-Agathakerk opnieuw volledig gerestaureerd. De kerk is samen met het kerkhof sinds 1987 een beschermd monument. De omgeving werd beschermd als dorpsgezicht.
- De Oude Molen is een watergraanmolen van het onderslagtype. Het was oorspronkelijk een banmolen die eigendom was van de prins-bisschop van Luik. De molen bleef in werking tot in 1978 en werd in 1993, samen met de omgeving, beschermd als monument en beschermd dorpsgezicht.
- De barokke kapel van Oetersloven dateert uit de 17de eeuw. Reeds in 1187 was er op diezelfde plaats een gebedshuis. Sinds 1423 is ze gewijd aan Onze-Lieve-Vrouw van de Zeven Smarten. Op 16 januari 1466 werd de kapel verwoest tijdens de Luikse Oorlogen maar ze werd het jaar nadien heropgebouwd. In de 17e eeuw werd de huidige kapel gebouwd. Op de plaats van de huidige sacristie was er in de 18de en de 19de eeuw een kluis gelegen. In 2000 werd de kapel en de omgeving ervan respectievelijk beschermd als monument en dorpsgezicht.

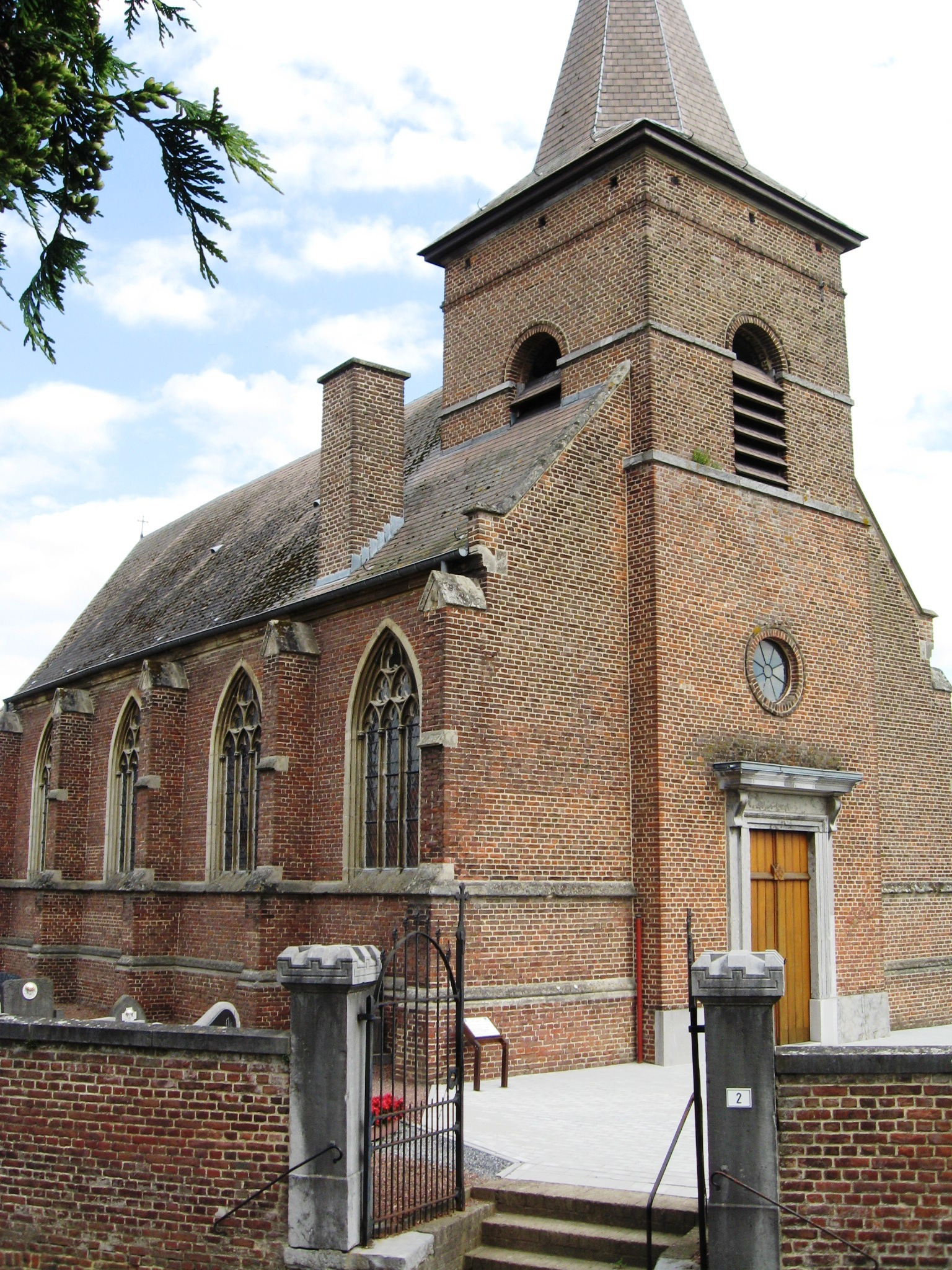
De Sint-Agathakerk
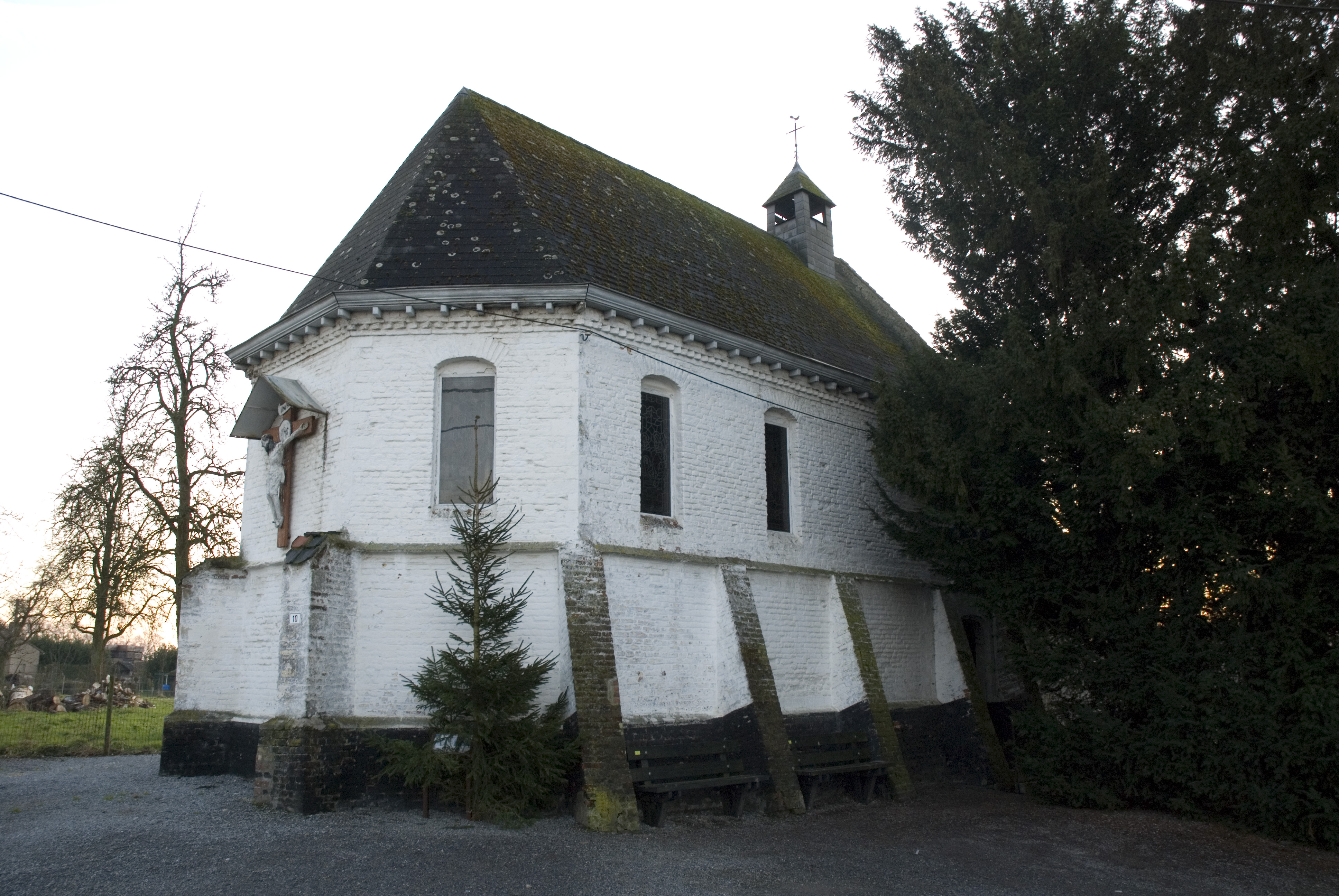
De Kapel van Oetersloven

## Natuur en landschap
Berlingen is gelegen in Vochtig-Haspengouw. Centraal op het grondgebied van Berlingen bevindt zich nabij Oetersloven een heuvel die met een hoogte van 83 meter het hoogste punt van de gemeente Wellen vormt. Aan de westelijke zijde van deze heuvel daalt de hoogte tot ongeveer 57 meter. De laagstgelegen gebieden bevinden zich in het zuidoosten van de deelgemeente op een hoogte van ongeveer 50 meter. Deze hoogte wordt bereikt nabij de oevers van de Herk. De vruchtbare gronden rondom Berlingen zijn uitermate geschikt voor fruitteelt en in mindere mate voor akkerbouw.

## Nabijgelegen kernen
Hoepertingen, Borgloon, Herten, Ulbeek

## Trivia
Agatha van Sicilië is de patroonheilige van Berlingen.